# 한국산림유전생리학회
한국산림유전·생리학회는 산림유전·수목생리와 관련된 연구 및 지원사업을 추진할 목적으로 2011년 3월 17일 설립 허가된 대한민국 산림청 소관의 사단법인이다. 사무실은 경기도 수원시 권선구 덕영대로 1160 (세류동)에 있다.

## 주요 사업
- 학술발표회, 심포지엄 개최
- 산림유전 및 수목생리와관련된 이론, 기술, 정책의 연구와 이를 지원하는 사업
- 임목육종 관련 현장사업